# Les Grandes Gueules
Pour les articles homonymes, voir Les Grandes Gueules (homonymie).
Pour plus de détails, voir Fiche technique et Distribution.
Les Grandes Gueules est un film franco-italien réalisé par Robert Enrico, sorti en 1965. L'histoire dramatique combine le genre des films d'aventures, l'action et un certain contexte social. À sa sortie en salle, il recueille un certain succès populaire, pourtant face à de grandes productions françaises et internationales

## Synopsis
Hector Valentin, un Français qui bûcheronnait depuis plusieurs années au Canada, est de retour dans les Vosges où il hérite de la scierie familiale après la mort de son père. Sur place, il constate avec dépit que le « haut-fer » (terme vosgien désignant une scierie traditionnelle hydraulique) est en ruine, mais décide de faire revivre l'entreprise.
Cependant, une autre scierie, beaucoup plus moderne et puissante, existe déjà dans le village. Son propriétaire, Therraz, heureux de la disparition de son concurrent, se présente à Valentin dans le but de lui acheter son héritage. Devant son refus de vendre et sa détermination, Therraz n'aura de cesse de mettre des bâtons dans les roues de Valentin.
Lors d'une vente aux enchères, Valentin est repéré par Laurent et Mick, deux anciens détenus qui pensent à se venger d'un certain Reichmann. Les deux hommes comprennent assez vite la situation de Valentin : un repreneur à la tête d'une scierie en ruine, sans employés fiables et exposé à une concurrence aux méthodes déloyales.
Laurent lui propose alors d'embaucher des détenus en liberté conditionnelle comme main-d'œuvre. Valentin hésite jusqu'à ce que Laurent lui révèle son passé. Valentin engage alors les  détenus en liberté conditionnelle dans sa scierie, plus truculents les uns que les autres. Mais le dénommé Reichmann n'est pas du lot. Sans l'autorité naturelle de Laurent, Valentin serait vite débordé par la situation.
Petit à petit, la scierie se remet en route, attisant la jalousie de Therraz. Celui-ci détourne le cours d'eau qui fait fonctionner la scierie, mais Laurent et son équipe détruisent son barrage après une bagarre avec les hommes de Therraz.
Peu à peu, Laurent met en place son plan. Il demande à Valentin d'insister pour qu'un de ses amis détenus puisse les rejoindre, un certain Reichmann, l'homme qu'il projette d'abattre. Mais son plan se heurte à plusieurs imprévus.
D'abord, Mick l'abandonne pour partir avec sa femme. Mais celle-ci, en découvrant qu'il est toujours victime de son addiction au jeu, part sans lui. De plus, au cours de la fête municipale des bûcherons, une bagarre générale éclate entre les hommes des deux scieries, et Mick meurt après avoir reçu un mauvais coup.
L'administration pénitentiaire décide alors de mettre fin à la liberté conditionnelle des condamnés. Avant de repartir, l'un d'entre eux révèle à Valentin ce que projetait Laurent. Se sentant trahi et désespéré, Valentin incendie sa propre scierie avec la ferme intention de se laisser mourir dans les flammes. Mais Laurent arrive à temps pour le sauver. Les deux hommes partent finalement ensemble.

Acteurs principaux
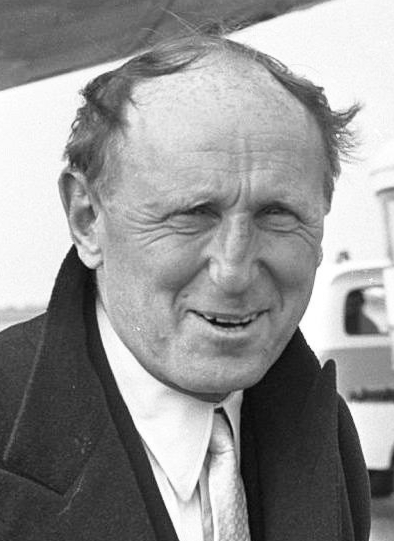
Bourvil (Hector Valentin)
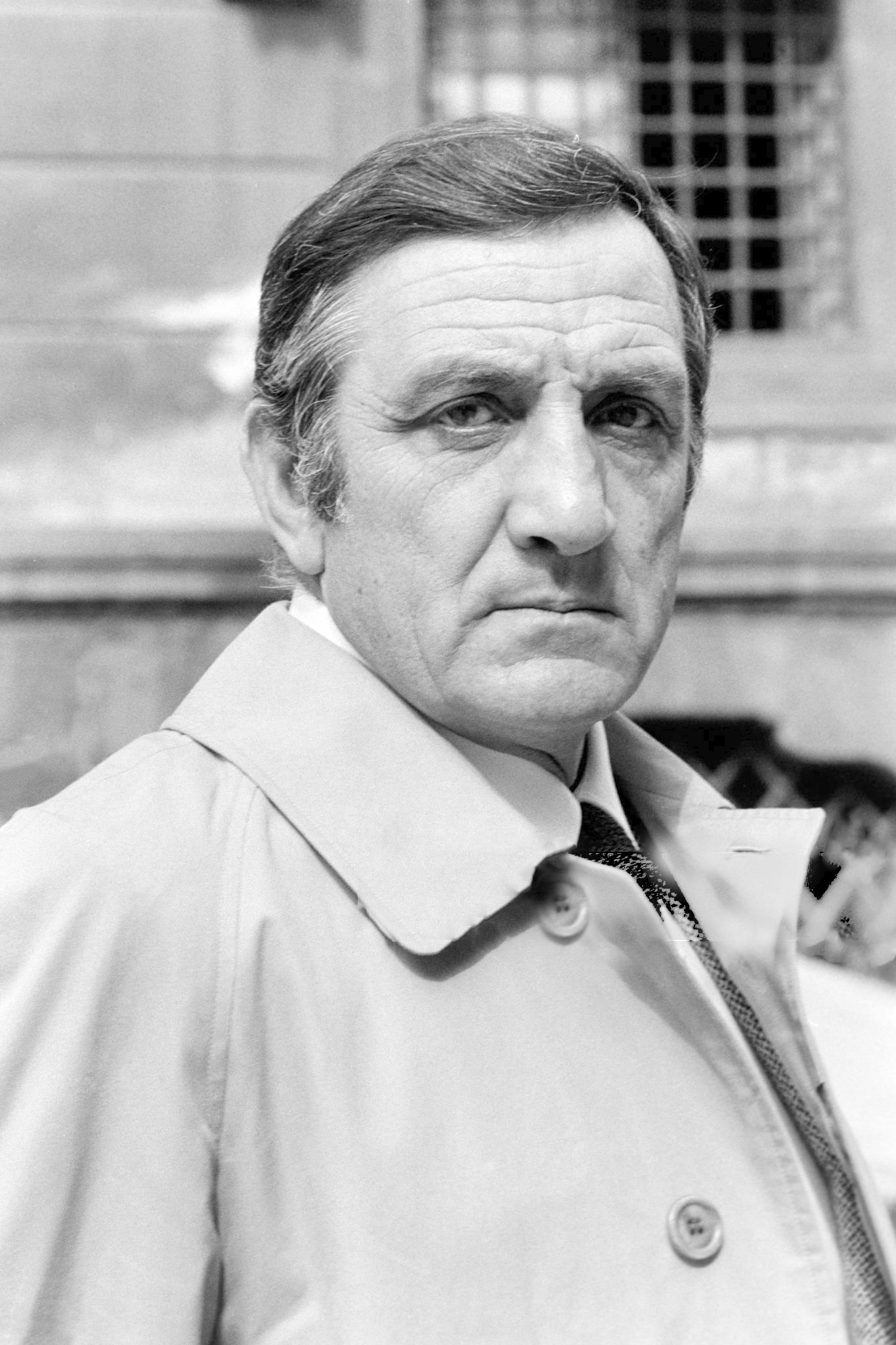
Lino Ventura (Laurent Dannecker)
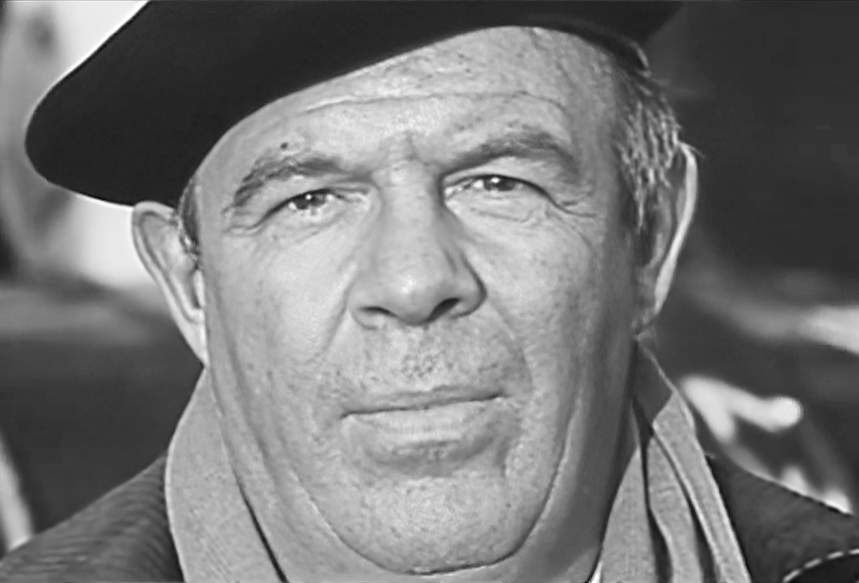
Jess Hahn (Calderon dit "Nénesse")
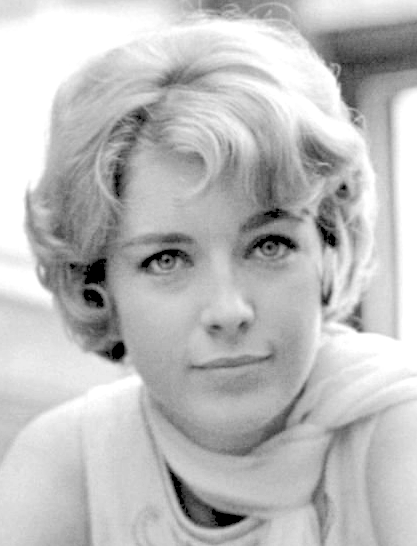
Marie Dubois (Jackie Keller)
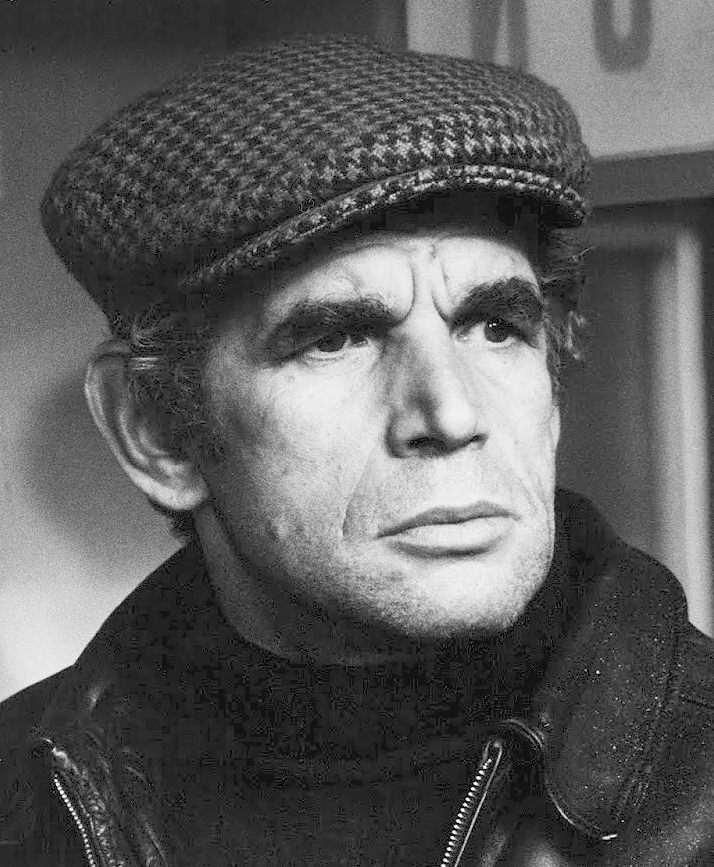
Michel Constantin (Skida)
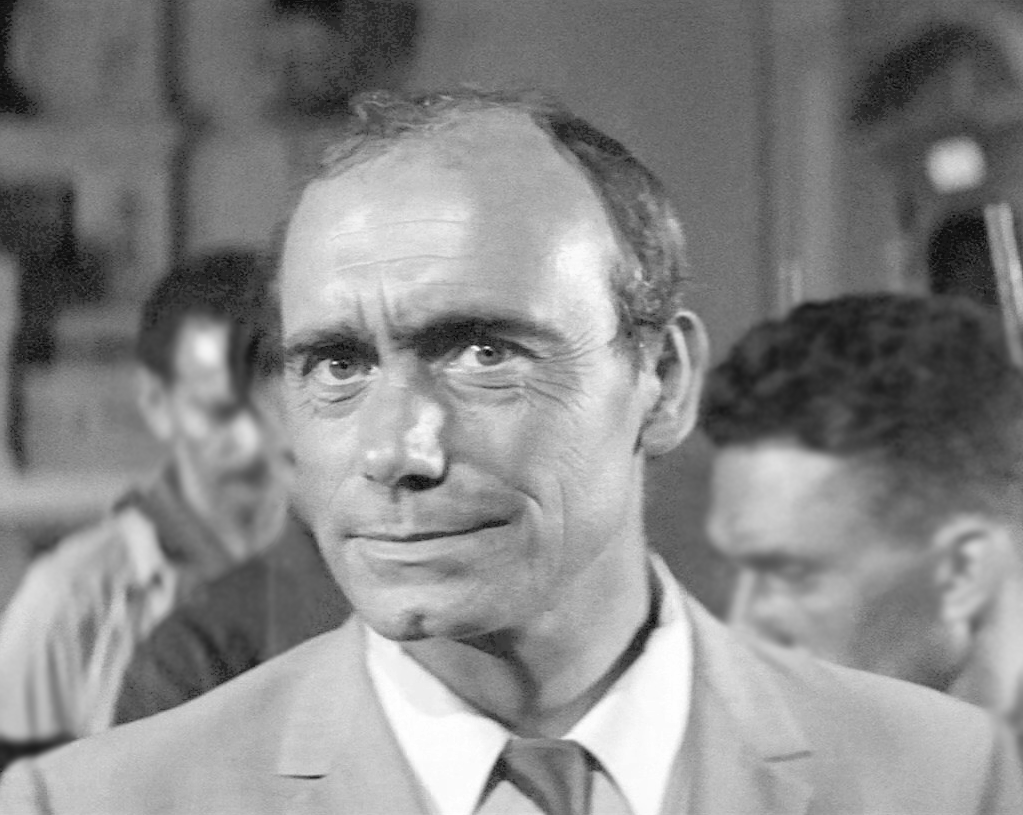
Paul Crauchet (Pélissier, comptable)

## Fiche technique
- Titre original : Les Grandes Gueules
- Titre version américaine : The Wise Guys (1965)
- Titre alternatif anglophone : Jailbird's Vacation (1965)
- Titre allemand : Einer bleibt auf der Strecke (1966)[1]
- Titre italien : Una vampata di violenza (1967)
- Réalisation : Robert Enrico
- Scénario : Robert Enrico et José Giovanni d'après son roman Le Haut-Fer (Éditions Gallimard, 1962)
- Dialogues : José Giovanni
- Assistants réalisation : Pierre Cosson, Antoine Jacquet
- Décors : Jean Saussac
- Supervision des décors : Pierre Lobreau
- Costumes : Annie Marolt, Elise Servet
- Maquillages : Louis Dor, Irène Servet
- Photographie : Jean Boffety, assisté de Christian Guillouet et Jacques Le François
- Cadrage : Didier Tarot
- Son : Robert Biard, assisté de Victor Revelli
- Mixage son : Jean Neny
- Effets spéciaux : Marcel Ravel
- Bruitages : Daniel Couteau
- Montage : Jacqueline Meppiel, assistée de Nicole Courtois, Michel Lewin
- Musique : François de Roubaix, assisté de Bernard Gérard
- Photographe de plateau : Henry Thibault
- Scripte : Françoise Bettiol
- Régisseur général : Jean-Philippe Mérand
- Production : Michel Ardan, Gérard Beytout
- Directeur de production : Émile Breysse
- Directeurs stagiaires : Jean-Philippe Merand, Lionel de Souza
- Assistante de production : Hénia Suchar
- Sociétés de production : 
  - Les Productions Belles Rives (France),
  - SNC (Société nouvelle de cinématographie, France),
  - Alexandra Produzioni Cinematografiche (Italie)
- Sociétés de distribution : SNC (France), Universal Pictures (États-Unis)
- Pays de production :  France,  Italie
- Langue originale : français
- Format : 35 mm — couleur par Eastmancolor — 2.35:1 (Techniscope) — son monophonique (Système Optiphone)
- Genre : comédie dramatique, film d'action
- Durée : 128 minutes
- Date de sortie :
  - France : 20 octobre 1965
- Classifications CNC : tous publics, Art et Essai (visa d'exploitation no 30332 délivré le 20 octobre 1965)
- Affiche : Jouineau Bourduge (France)

## Distribution
- Bourvil : Hector Valentin
- Lino Ventura : Laurent Dannecker
- Jean-Claude Rolland : Mick Évratte
- Marie Dubois : Jackie Keller
- Jess Hahn : Calderon dit "Nénesse"
- Michel Constantin : Skida
- Hénia Suchar : Christiane, la femme de Mick
- Reine Courtois : Yvonne Didier
- Nick Stephanini (voix: William Sabatier) : Casimir Therraz, l'entrepreneur
- Roger Jacquet : Capester, le camionneur
- Marc Eyraud : Monsieur Mulot , l'éducateur
- François Vibert : Keller
- Mick Besson : Le mafieux qui se plaint des reins
- Michel Charrel : Cuirzepas, l'homme à la radio
- Paul Crauchet : Pelissier, le comptable
- Henri Czarniak : Stan Boricki, l'homme aux lunettes noires[2]
- Pierre Frag : Bouvreuil dit « Fanfan », le blessé
- Marcel Pérès : Jubo, le cuisinier
- Frédéric Santaya : Raoul Scarella, le pilleur de tronc
- Sylvain Lévignac : l'ami du mafieux
- Marcel Bernier : un homme de Therraz
- Georges Gueret : un homme de Therraz
- Roland Zaninetti : le chef d'orchestre

## Tournage

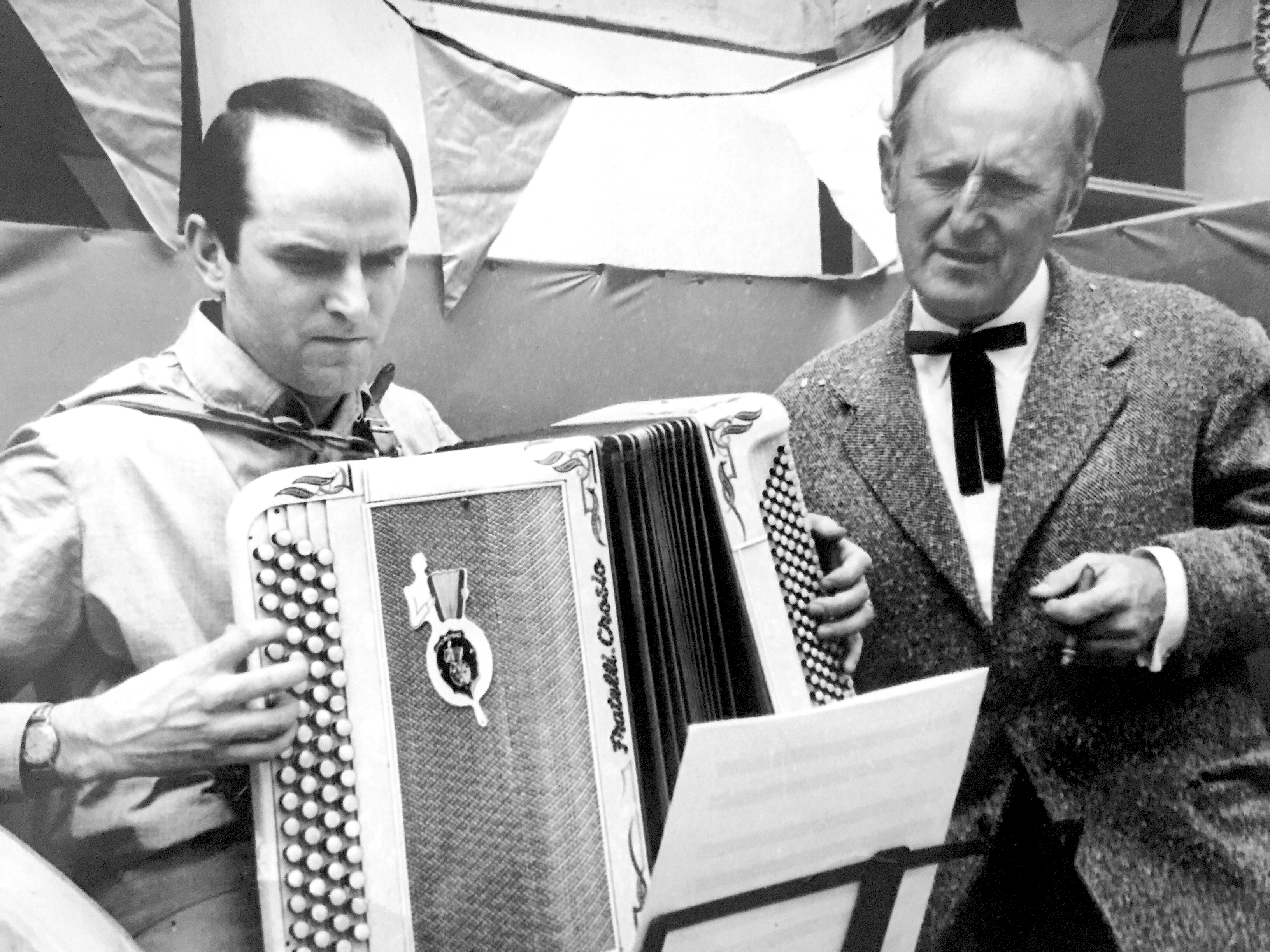
Bourvil et l'accordéoniste Roland Zaninetti lors du tournage de la scène de bal, en 1965.

- L'histoire de la réalisation du film a commencé en 1959, lorsque José Giovanni, qui a travaillé quelque temps comme bûcheron, écrit une nouvelle sur un homme qui se bat pour sauver sa scierie. Sur les conseils de son ami Lino Ventura, Giovanni la transforme en scénario. Mais le projet échoue en raison de la décision du producteur qui, par souci d'économie, voulait tourner dans la forêt de Fontainebleau près de Paris, ce qui ne convenait pas du tout à Giovanni. Durant l'été 1961, Giovanni se rend dans les Vosges pour trouver un cadre à son œuvre. À quelques kilomètres de Gérardmer, il trouve la scierie de Cellet. En 1962, Giovanni finit d'écrire son roman Le Haut-Fer, puis il modifie le roman et écrit un deuxième scénario. Il passera encore 3 ans à rechercher des financements pour que le roman aboutisse au film.
- Le film coûta à l'époque 5 millions de francs, soit l'équivalent de 7 millions d'euros en 2019[3]. Ventura et Bourvil ont reçu près de la moitié du budget.
- Période prises de vue : du 14 avril au 20 juillet 1965[4].
- Extérieurs : 
  - Vosges[5] : scierie au lieu-dit La Clairière de Cellet, à 6 km de Gérardmer (« scierie d'Hector Valentin »), village du Haut du Tôt, Bois-de-Champ, La Bresse (chevauchée près du Hohneck), Gérardmer (rue Charles de Gaulle), Plainfaing, Gare de Saint-Dié-des-Vosges, Vagney (fête du village place Paul Caritey), Rochesson.
  - Meurthe-et-Moselle : Bertrichamps, Cirey-sur-Vezouze, Val-et-Chatillon ;
  - Alsace : bien que toute l'action soit censée se passer dans les Vosges, les scènes à la scierie du « concurrent Therraz » auraient été tournées en Alsace.
- A 1 h 34 min un avion (SMB2), survole la plaine, se dirige vers les bois. Plan suivant, de la fumée s’échappe au sol suivi de deux explosions. Le film ne donne pas d’explication.

## Bande originale du film
La bande originale, signée par François de Roubaix, a été arrangée par Bernard Gérard, qui fut son premier assistant et dont ce fut l'un des premiers travaux.
Index des titres
| Année de sortie | Titre                                              | Durée de la piste | Références discographiques                                    |
| --------------- | -------------------------------------------------- | ----------------- | ------------------------------------------------------------- |
| 1965            | 1. Générique : thème principal Les Grandes Gueules | 1.54              | EP 45 Disque Barclay Barclay 70 868 M                         |
| 1965            | 2. Jackie                                          | 1.46              | (Barclay 70 868 M)                                            |
| 1965            | 3. Farandole                                       | 1.15              | (Barclay 70 868 M)                                            |
| 1965            | 4. Les Grandes Gueules                             | 1.38              | (Barclay 70 868 M)                                            |
| 1965            | 5. Christiane                                      | 2.04              | (Barclay 70 868 M)                                            |
| 1965            | 6. Hector                                          | 1.15              | (Barclay 70 868 M)                                            |
| 2003            | 7. Christiane et Jackie (inédit)                   | 2.13              | CD Universal France 038 444-2 Série Écoutez le cinéma ! no 26 |

Rééditions.
- 1982 : Le Samouraï / Les Grandes Gueules Disque RCA France - RCA PL 37652.
- 2003 : François de Roubaix : Les films de Robert Enrico (BO incomplète dans un ordre différent avec un inédit) CD Universal France 038 444-2 - Série Écoutez le cinéma no 26

Compilations incluant des titres de la BO.
- 1976 : Les Plus Belles Musiques de François de Roubaix (thème principal uniquement) Disque Barclay 900.502.
- 1990 : Les Plus Belles Musiques de François de Roubaix (volume 1) (thème principal uniquement) CD Hortensia CH 622.
- 1998 : François de Roubaix : 10 ans de musique de film (uniquement titres 1 et 5) CD Odeon/EMI Music France, Odeon 821237-2.

## Box-office
En 1965, Les Grandes Gueules, sorti au mois d'octobre, rassemble 838 371 spectateurs. Au cours de l'année suivante, le film collecte 1 855 260 entrées supplémentaires et s'établit comme le septième film le plus vu de l'année dans les salles françaises. Au terme de plusieurs années d'exploitation, le film enregistre au total 3 593 724 entrées, dont 652 786 à Paris.
| Semaine                                                                               | Semaine                            | Rang | Entrées | Cumul     | Salles | no 1 du box-office hebdo.              |
| ------------------------------------------------------------------------------------- | ---------------------------------- | ---- | ------- | --------- | ------ | -------------------------------------- |
| 1                                                                                     | 20 au 26 octobre 1965              | 12   | 50 417  | 50 417    | 4      | Le Tonnerre de Dieu                    |
| 2                                                                                     | 27 octobre au 2 novembre 1965      | 18   | 52 046  | 102 463   | 4      | Le Gendarme à New York                 |
| 3                                                                                     | 3 au 9 novembre 1965               | 7    | 58 166  | 160 629   | 7      | Le Gendarme à New York                 |
| 4                                                                                     | 10 au 16 novembre 1965             | 4    | 107 234 | 267 863   | 20     | Le Gendarme à New York                 |
| 5                                                                                     | 17 au 23 novembre 1965             | 4    | 92 673  | 360 536   | 28     | Le Tonnerre de Dieu                    |
| 6                                                                                     | 24 au 30 novembre 1965             | 3    | 105 495 | 466 031   | 26     | Le Gendarme à New York                 |
| 7                                                                                     | 1er au 7 décembre 1965             | 3    | 102 139 | 568 170   | 27     | Les Tribulations d'un Chinois en Chine |
| 8                                                                                     | 8 au 14 décembre 1965              | 2    | 87 829  | 655 999   | 30     | Les Tribulations d'un Chinois en Chine |
| 9                                                                                     | 15 au 21 décembre 1965             | 9    | 46 419  | 702 418   | 26     | Opération Tonnerre                     |
| 10                                                                                    | 22 au 28 décembre 1965             | 7    | 135 953 | 838 371   | 45     | Fantomas se déchaîne                   |
| 11                                                                                    | 29 décembre 1965 au 4 janvier 1966 | 6    | 170 645 | 1 009 016 | 49     | Opération Tonnerre                     |
| 12                                                                                    | 5 au 11 janvier 1966               | 4    | 106 515 | 1 115 531 | 43     | Opération Tonnerre                     |
| 13                                                                                    | 12 au 18 janvier 1966              | 4    | 70 498  | 1 186 029 | 37     | Opération Tonnerre                     |
| 14                                                                                    | 19 au 25 janvier 1966              | 3    | 111 818 | 1 297 847 | 40     | Fantômas se déchaîne                   |
| 15                                                                                    | 26 janvier au 1er février 1966     | 2    | 128 191 | 1 426 038 | 47     | Opération Tonnerre                     |
| 16                                                                                    | 2 au 8 février 1966                | 4    | 83 161  | 1 509 199 | 48     | Viva Maria !                           |
| 17                                                                                    | 9 au 15 février 1966               | 7    | 83 584  | 1 592 783 | 49     | Viva Maria !                           |
| 18                                                                                    | 16 au 22 février 1966              | 8    | 83 869  | 1 676 652 | 46     | Viva Maria !                           |
| 19                                                                                    | 23 février au 1er mars 1966        | 7    | 67 788  | 1 744 440 | 52     | Viva Maria !                           |
| 20                                                                                    | 2 au 8 mars 1966                   | 12   | 46 822  | 1 791 262 | 51     | Angélique et le Roy                    |
| 21                                                                                    | 9 au 15 mars 1966                  | 10   | 53 824  | 1 845 086 | 52     | Angélique et le roy                    |
| 22                                                                                    | 16 au 22 mars 1966                 | 21   | 31 092  | 1 876 178 | 44     | Du rififi à Paname                     |
| 23                                                                                    | 23 au 29 mars 1966                 | 13   | 50 524  | 1 926 702 | 48     | Les Héros de Télémark                  |
| 24                                                                                    | 30 mars au 5 avril 1966            | 17   | 41 272  | 1 967 974 | 51     | Du rififi à Paname                     |
| 25                                                                                    | 6 au 12 avril 1966                 | 21   | 39 348  | 2 007 322 | 53     | Du rififi à Paname                     |
| 26                                                                                    | 13 au 19 avril 1966                | 26   | 32 419  | 2 039 741 | 54     | Opération Tonnerre                     |
| 27                                                                                    | 20 au 26 avril 1966                | 21   | 35 242  | 2 074 983 | 42     | Une femme en blanc se révolte          |
| 28                                                                                    | 28 avril au 3 mai 1966             | 22   | 24 462  | 2 099 445 | 40     | Angélique et le roy                    |
| Entre le 4 mai au 12 juillet 1966, le film ne figure pas dans le top 30 hebdomadaire. |                                    |      |         |           |        |                                        |
| 38                                                                                    | 13 au 19 juillet 1966              | 15   | 24 165  | 2 243 299 | 42     | Un homme et une femme                  |
| 39                                                                                    | 20 au 26 juillet 1966              | 14   | 23 063  | 2 266 362 | 36     | Un homme et une femme                  |
| 40                                                                                    | 27 juillet au 2 août 1966          | 24   | 16 456  | 2 282 818 | 36     | Un homme et une femme                  |
| 41                                                                                    | 3 au 9 août 1966                   | 11   | 31 047  | 2 313 865 | 41     | Un homme et une femme                  |
| 42                                                                                    | 10 au 16 août 1966                 | 8    | 35 048  | 2 348 913 | 52     | Un homme et une femme                  |
| 43                                                                                    | 17 au 23 août 1966                 | 11   | 35 403  | 2 384 316 | 46     | Un homme et une femme                  |
| 44                                                                                    | 24 au 30 août 1966                 | 13   | 29 384  | 2 413 700 | 59     | Un homme et une femme                  |
| Du 31 août au 6 septembre 1966, le film ne figure pas dans le top 30 hebdomadaire.    |                                    |      |         |           |        |                                        |
| 46                                                                                    | 7 au 13 septembre 1966             | 28   | 21 058  | 2 453 806 | 49     | Trois Enfants dans le désordre         |

## Autour du film
- Le nom Raoul, le mafieux, apparaît dans la plupart des distributions. Il n’est prononcé qu’une fois dans le film lorsque Nénesse appelle Laurent, Stan et Raoul en renfort lors de la bagarre pendant la fête du village. Mais ce sont Stan, Laurent et Scarella qui arrivent en renfort.

## Postérité
Des années plus tard, les lieux de tournage mettent en valeur le film et son souvenir local à des fins de tourisme cinématographique.
Deux pistes de ski de la station de La Bresse Hohneck au-dessus de Gérardmer portent le nom l'une, de Bourvil et l'autre, des Grandes Gueules.
Le samedi 4 juillet 2015 a lieu à Vagney le Jubilé des Grandes Gueules, pour célébrer le cinquantième anniversaire du film. Un rallye promenade y est organisé par les associations « Rétro loisirs ligne bleue » et « Les Vieux compteurs », réservé aux véhicules de collection. Les bénéfices de l’événement sont versés à l'association caritative Perce-Neige, créée par Lino Ventura en 1966.
Le samedi 25 juin 2016 a lieu à Vagney le Spectacle Vivant des Grandes Gueules, pour fêter les 51 ans après la sortie du film. Un spectacle vivant retraçant la création de celui-ci et mettant en scène une trentaine d'acteurs bénévoles. Le spectacle a été créé, écrit et mis en scène par Stéphane Antoine. Pas moins de 1 500 personnes s'étaient déplacées sur la place de la mairie de Vagney, où des décors rappelant les scènes cultes du film (scierie, place du village, piste de schlitte, etc.) avaient été installés.

#### Critiques
- Jean Delmas, Jeune Cinéma, no 10, novembre 1965, p. 28.
- Pierre Billard, Cinéma 65, no 100, novembre 1965, p. 120.
- François Chevassu, La Revue du cinéma - Image et Son, no 189, décembre 1965, p. 173.
- Louis Seguin, Positif, no 73, février 1966, p. 111.

### Documentaires
- [vidéo] « José Giovanni à propos du film Les Grandes Gueules », sur YouTube.
- 2001 : La Route des Grandes Gueules de Philippe Crave et Roger Viry-Babel, Créacin / France 3 / Mat film, 52 minutes [présentation en ligne].
- 2008 : Fête bûcheronne, docufiction-hommage de Guy Gauthier, 12 minutes [présentation en ligne].
- 2012 : Le Fabuleux Destin des grandes gueules de Jean-Pascal Voirin, autoproduction, 45 minutes [voir en ligne].